# Lygocoris nyssae
Lygocoris nyssae är en insektsart som först beskrevs av Knight 1918.  Lygocoris nyssae ingår i släktet Lygocoris och familjen ängsskinnbaggar. Inga underarter finns listade i Catalogue of Life.